# Departamento de Nueva Segovia
Nueva Segovia es un departamento de Nicaragua. Su cabecera departamental es Ocotal. El municipio más poblado es Jalapa. Se encuentra al septentrión del país, cerca del puesto aduanero y migratorio de "Las Manos" en la frontera con la República de Honduras. Los habitantes indígenas del departamento son los chorotegas y los nahuas.

## Geografía
Ubicado en la región central sobre un altiplano con mesetas entre 1000 a 2000 m s. n. m., el departamento es un área importante para la producción de café de Nicaragua. 

### Límites
Limita al norte y oeste con la República de Honduras, al sur con el departamento de Madriz, al este con el departamento de Jinotega, de la cual la separa, como frontera natural, la cordillera de Dipilto y Jalapa, en la cual destaca el cerro Mogotón entre la frontera de Nicaragua y Honduras,  y es el punto más elevado de Nicaragua con 2108 metros de altura.

## Historia
Nueva Segovia fue una de las primeras regiones colonizadas por los conquistadores españoles.
En 1525, Gabriel de Rojas exploró el territorio en busca de oro. 
En 1543, Diego de Castañeda fundó la primera población de Segovia (Ciudad Vieja) nombrándola así para halagar al gobernador Rodrigo de Contreras, natural de Segovia, ciudad de España. Se encontraba localizada en la afluencia de los ríos Coco o Segovia y Jícaro, cerca de la actual Quilalí, pero la invadieron y quemaron los indios de la región, posiblemente matagalpas, llamados en ese tiempo xicaques.
En 1611, se funda la segunda Segovia, actual Ciudad Antigua), una próspera población colonial que varias veces asaltaran los piratas ingleses que auxiliados por los misquitos remontaban el río Coco. En 1688 la quemaron los bucaneros, en su último y fallido intento por saquear la platería del templo.
En 1780, se fundó el poblado de Ocotal en su actual asiento.
Antes de la Guerra Nacional de Nicaragua de 1856-1857, la provincia de Segovia abarcaba toda la región norte de Nicaragua.

### Historia de Las Segovias
Se denominan como Las Segovias a los cinco departamentos del norte de Nicaragua: Matagalpa, Jinotega, Estelí, Madriz y Nueva Segovia.
Su historia es así: en tiempos precolombinos esta misma región estaba habitada por indígenas llamados xicaques y hoy matagalpas, son los más antiguos del país, pues ya vivían allí antes de la llegada de los chorotegas, nicaraos y marrabios.  Tenían su propia lengua que es llamada “lengua matagalpa”, su cerámica es llamada “engobe naranja”, y eran diestros flecheros. Comprendían los pueblos indígenas de Somoto, Yalagüina, Palacagüina, Telpaneca, Totogalpa, Mozonte, Condega, Sébaco, Jinotega, Matagalpa y Muy Muy.  
Después de la llegada de los españoles a esta región, constituyeron con todos estos pueblos indios lo que llamaron “Corregimiento de Sébaco y Chontales”, pues les agregaron al sur Teustepe, Juigalpa, Cuapa, Comalapa, Acoyapa y Lovigüisca.
A mediados del siglo XVIII empezó a llamarse Corregimiento de Matagalpa y Chontales. 
Al llegar la independencia de Nicaragua empezaron a dividir al país en departamentos.  Al separarse Nicaragua de los estados federados de Centroamérica, por Decreto Constituyente de 1838 delimitaron cuatro departamentos: Oriental, Occidental, Meridiano y Septentrión. Este departamento del Septentrión lo formaban los distritos de Segovia y Matagalpa, el último comprendía las poblaciones de Matagalpa, Jinotega, San Rafael, Sébaco, Metapa, Terrabona, San Dionisio, Esquipulas, Muy Muy y San Ramón.
En 1845 el Mariscal Trinidad Muñoz, quien pacificó las Segovias de las bandas de “Siete Pañuelos”, (Trinidad Gallardo), la dividió en dos partidos: Alta Segovia (Nueva Segovia, y el norte de Estelí)  y Baja Segovia (Matagalpa, sur de Estelí y Jinotega).
El departamento del Septentrión se terminó con la emisión de la primera Constitución Política de Nicaragua del 19 de agosto de 1858, que dividió el territorio en 7 departamentos: Chinandega, León, Nueva Segovia, Chontales, Rivas, Granada y Matagalpa, esta última incluía la ciudad de Jinotega, y los pueblos San Rafael del Norte y La Concordia.
En 1891 el Congreso separó a Jinotega de Matagalpa, y a Estelí de Nueva Segovia. Por su parte, el departamento de Madriz se constituyó en 1936, tomando su nombre en honor al Presidente en 1910, Dr. José Madriz.
El departamento de Nueva Segovia se creó en 1858; comprendía entonces los actuales departamentos de Madriz y Norte de Estelí, y la extensa comarca de Bocay (Matagalpa-Jinotega).
En sucesivas desmembraciones ha quedado reducido a su extensión actual, incluyendo una banda de 12 kilómetros al oeste y paralela al río Coco, anexada recientemente al municipio de Wiwilí, en el departamento de Jinotega.

## Demografía
Demográficamente, el departamento de Nueva Segovia ocupa el noveno lugar a nivel nacional con una población de 282 mil habitantes según las últimas estimaciones.
| Población histórica del departamento de Nueva Segovia | Población histórica del departamento de Nueva Segovia | Población histórica del departamento de Nueva Segovia |
| Año                                                   | Habitantes                                            | Fuente                                                |
| ----------------------------------------------------- | ----------------------------------------------------- | ----------------------------------------------------- |
| 1906                                                  | 13 251                                                | Censo nicaragüense de 1906                            |
| 1920                                                  | 16 439                                                | Censo nicaragüense de 1920                            |
| 1940                                                  | 21 818                                                | Censo nicaragüense de 1940                            |
| 1950                                                  | 25 988                                                | Censo nicaragüense de 1950                            |
| 1963                                                  | 45 900                                                | Censo nicaragüense de 1963                            |
| 1971                                                  | 65 784                                                | Censo nicaragüense de 1971                            |
| 1995                                                  | 148 492                                               | Censo nicaragüense de 1995                            |
| 2005                                                  | 208 523                                               | Censo nicaragüense de 2005                            |
| 2023                                                  | 282 799                                               | Estimaciones del INIDE                                |

Nueva Segovia tiene una población actual de 282,799 habitantes. De la población total, el 50% son hombres y el 50% son mujeres. Casi el 48.5% de la población vive en la zona urbana.

## División administrativa
El departamento de Nueva Segovia está dividido administrativamente en doce municipios:
| Municipio      | Superficie | Población  | Población       |
| Municipio      | Superficie | Censo 2005 | Estimación 2023 |
| -------------- | ---------- | ---------- | --------------- |
| Ciudad Antigua | 147.2 km²  | 4,868      | 7,404           |
| Dipilto        | 104.9 km²  | 5,207      | 7,238           |
| El Jícaro      | 428.8 km²  | 25,901     | 33,265          |
| Güigüilí       | 398.0 km²  | 16,344     | 19,052          |
| Jalapa         | 686.9 km²  | 54,491     | 74,958          |
| Macuelizo      | 254.6 km²  | 6,076      | 7,326           |
| Mozonte        | 218.0 km²  | 6,795      | 9,390           |
| Murra          | 429.1 km²  | 14,847     | 20,001          |
| Ocotal         | 85.23 km²  | 34,580     | 51,067          |
| Quilalí        | 345.0 km²  | 26,461     | 35,355          |
| San Fernando   | 236.0 km²  | 8,549      | 12,550          |
| Santa María    | 157.5 km²  | 4,404      | 5,193           |

## Economía
Es una tierra de pinares cuya economía se basa en la producción de granos básicos maíz, frijol, café, tabaco, ganadería y madera.